# 김연아 (성우)
김연아(1979년 12월 24일 ~ )는 대한민국의 성우이다. 대원방송 성우극회 소속이다. 2010년 대원방송 성우극회 공채 2기로 입사하였다.

## 출연작품

### 애니메이션
- 캡슐세이버 (KBS) -
- SD건담 삼국전 - 가후
- 원피스 Original - 카야
- 원피스 Original 18기 - 조라
- 소년탐정 김전일 Original - 아츠코
- 매일엄마(타사)
- 페어리 테일 - 울티어
- 후레쉬 프리큐어 - 유미 / 블루링
- 파워레인저 미라클포스
- Yes! 프리큐어5 극장판 - 아나운서
- 가면라이더 더블 - 엘리자베스 (카사이 토모미) / 유진 엄마
- 가면라이더 디케이드
- 우리들이 있었다 - 타케우치 엄마 / 간호사
- 신령사냥(애니박스)
- 몬스터 버스터 클럽(애니박스)
- 디지몬 크로스워즈(대원방송) - 프테라몬 / 푸카몬 / 스파다몬  / 모니터몬3
- 유희왕 5D's(대원방송) - 예거 부인 / 예거 여동생
- 드래곤볼Z 카이(애니원)
- 슬램덩크 극장판(애니박스)
- 유희왕 Zexal(대원방송)
- 파워레인저 캡틴포스(대원방송) - 민재 / 문어빵집 가게주인 어머니
- 파워레인저 다이노포스 (대원방송) - 어린 대성
- 달의 요정 세일러문(대원방송)
- 하트캐치 프리큐어(대원방송) - 이지영 / 최바다 엄마
- 덩덕쿵 쿵더쿵(강원방송)
- 산타납치작전(타사) - 베로니카 킴벨
- 브레이브 래빗(극장판) - 이사벨라
- 카이, 거울 호수의 전설(극장판) - 카이 엄마

### 게임
- 리니지2
- 강철의 왈츠 - 타이거, M46

### 오디언북
- 더버빌가의 테스 (오디언)
- 주홍글씨(오디언)
- 적과흑 - 마틸다 (오디언)
- 조선을 뒤흔든 16인의 왕후들(오디언)
- 맥베스(오디언)
- 달라이 라마(오디언)
- 옆방이 조용하다(오디언) 외 다수
- 대박60분 한밤의 증시까페 외 (한국경제TV)

### 광고
- 포카리스웨트